# Pops tönende Wunderwelt
Pops tönende Wunderwelt war eine zweistündige Radiosendung, die seit 1987 von Radio Bremen produziert wurde. Der Moderator war Joachim Deicke. Am 25. September 2011 wurde die Sendung nach 24 Jahren mit einer vierstündigen Sonderausgabe zum vorerst letzten Mal ausgestrahlt.

## Details
Inhalt der Sendung waren skurrile Geschichten, Bemerkungen zum Alltag und Musik aus den Bereichen Rock, Pop und Weltmusik mit einem Schwerpunkt auf weniger bekannten Künstlern.
Neben dem Moderator spielte der fiktive Protagonist Paul Eduard Poplinski, auch kurz „Paul E. Pop“ genannt, eine wichtige Rolle, dessen Briefe in der zweiten Stunde der Sendung vorgetragen wurden. Bis zum Ende der Sendung im September 2011 waren mehr als 90 Abenteuer des Paul E. Pop im Radio erschienen.
Die Sendung wurde in den ersten Jahren auf Radio Bremen Vier, ab dem 1. Oktober 1995 auf Radio Bremen Eins (bis 2001: Hansawelle) gesendet. Von wenigen Ausnahmen abgesehen wurde die Sendung regelmäßig wöchentlich (1990: zweiwöchentlich) ausgestrahlt. Die 1000. Sendung lief am 14. Oktober 2007.
Von anderen Radioprogrammen wurde die Sendung ebenfalls (zeitweise) übernommen: Funkhaus Europa vom Westdeutschen Rundfunk (1999–2000), DT64 (1992–1993), MDR Sputnik (1993–1999), Radiomultikulti vom Sender Freies Berlin (1994–2005), Radio 3fach (2001) und Radio Lotte (2001–2004).

## Pop Ins
Die Hörer der Sendung haben sich um den ganzen Planeten verbreitet und hörten die Sendung zum großen Teil über Satellit oder ließen sich Radiomitschnitte zusenden. Der sehr rege Kontakt der Hörer untereinander läuft neben „Pop Ins“, dem Zusammentreffen von drei oder mehr „Popkameraden“, auch über das Internet. Dazu gibt es zum einen die Mailingliste, der über 350 Mitglieder angehören, und zum anderen einen Webring, der die verschiedenen Internetseiten der Hörer zusammenbringt.
- Das größte „Pop In“ fand von 2000 bis 2006 jährlich in Rotenburg an der Wümme statt, wo sich bis zu 400 Popkameraden zu einer karibischen Party („Knatterparty“) trafen.
- Im August 2002 fand in Dresden ein „Pop In“ am Ufer der Elbe statt.
- Am 30. April 2008 wurde ein „Pop In“ in Weimar zur Eröffnung der Pop-Ausstellung[3] veranstaltet.
- Das erste „Pop In“ nach der Einstellung der Sendung fand zum 25. Jahrestag der Erstsendung etwa ein Jahr nach der letzten Sendung am 6. Oktober 2012 in Bremen statt.
- Zum 30. Jahrestag der Erstsendung trafen sich am 8. Oktober 2017 ca. 20 Pop-Kameraden zu einem „Pop-In“ in Bremen.

## Pop-Abenteuer
In Abenteuer des Paul E. Pop wurden in jeweils 15–20 einstündigen Erzählungen präsentiert, frühere Geschichten waren aber zum Teil deutlich kürzer. Jeweils etwa dreiminütige Erzählabschnitte wechselten sich mit untermalender oder handlungsbegleitender Musik ab.
Die gesendeten Abenteuer waren:
- 89. Die Welt ist doch genug (März 2011 – September 2011)
- 88. Heimat der Tapferen (November 2010 – März 2011)
- 87. Sturmkrähe (Juli 2010 – November 2010)
- 86. Unter Verdacht (Januar 2010 – Juni 2010)
- 85. In anderen Köpfen (September 2009 – Januar 2010)
- 84. Der Bestsellerautor (Mai 2009 – September 2009)
- 83. Planet der Anderen (Dezember 2008 – April 2009)
- Kerzen am Korallenriff – Eine karibische Weihnachtsgeschichte (Dezember 2008, in Fortsetzung der Reihe von karibischen Weihnachtsgeschichten auf Deutschlandradio Berlin)
- 82. Physik und Wahnsinn (Juli 2008 – November 2008)
- 81. Das Familientreffen (April 2008 – Juni 2008)
- 80. Vor der eigenen Haustür (Dezember 2007 – April 2008)
- 79. Der Mann mit der Mütze (September 2007 – Dezember 2007)
- 78. Die Achterbahn der Zeit (Mai 2007 – August 2007)
- 77. Fünfen und Nullen (April 2007, die Geschichte war ein Geburtstagsgeschenk von Hörern an den Moderator und wurde nicht im Radio gesendet)
- 76. Die letzte Safari (Dezember 2006 – April 2007)
- 75. Sonntagskind (Juni 2006 – November 2006)
- 74. Herr Galle (Februar 2006 – Juni 2006)
- Einschub: Über Paul (Februar 2006)
- 73. Permafrost (September 2005 – Januar 2006)
- 72. Ein Dämon an Bord (Mai 2005 – September 2005)
- 71. Der Calypso-Detektiv (Januar 2005)
- 70. Der Orkan im Wasserglas (August 2004)
- 69. Pop auf der Palme (Mai 2004)
- 68. Mein schönstes Ferienerlebnis (Januar 2004)
- 67. Die Schneeschuhe des Rimskij-Korsakow (September 2003)
- 66. Vergessene Träume (März 2003)
- 65. Die Gottwald-Theorie (Dezember 2002)
- 64. Die neue Flöte der Bärenreiter (September 2002)
- 63. Die Tore der Unterwelt (Juni 2002)
- 62. Hofstaat (Februar 2002)
- 61. Schrippen für’n Sechser (September 2001)
- 60. Nachspielzeit II / Das schwarze Kartenhaus (Juni 2001)
- 59. Kassensturz / Nachspielzeit I (Februar 2001)
- 58. Die dünne Rigipswand der Zeit (Oktober 2000)
- 57. Meuterei hinterm Tresen (Juli 2000)
- 56. Meilen unter dem Meer (März 2000)
- 55. Die Zwei aus dem Diesseits (November 1999)
- 54. Der Mann aus dem Diesseits (September 1999)
- 53. Die verschwundene Insel (Mai 1999)
- 52. Die Wunder der Geometrie (Dezember 1998)
- 51. Unendliche Weiten (Juli 1998)
- 50. Zurück nach Lappland (April 1998)
- 49. Das Ende der Regentage (Oktober 1997)
- 48. Der Professor aus dem Eis (Juli 1997)
- 47. Die Rache der Sanchez-Brüder (März 1997)
- 46. Die Namenlose Stadt (November 1996)
- 45. Lautlose Gespräche (Mai 1996)
- 44. Schnarchnase und Gernegroß (Dezember 1995)
- 43. Die Kaiserhacker (September 1995)
- 42. Die Entdeckung Europas (Juli 1995)
- 41. Die Piratenbar (Mai 1995)
- 40. Der Jadegürtel (Februar 1995)
- 39. Die Schwarze Lagune (November 1994)
- 38. Die Spur des Albatros (August 1994)
- 37. Die Welt der Vergessenen (Juni 1994)
- 36. Kopfüber ins Nirvana (März 1994)
- 35. Zwei Kleine Italiener (Dezember 1993)
- 34. Der Trojanische Krieg (Oktober 1993)
- 33. Schatten der Vergangenheit (August 1993)
- 32. Gefiederte Freunde (Juni 1993)
- 31. Das Schiff der Duppies (April 1993)
- 30. Der Turm am Ende der Welt (Februar 1993)
- 29. Auf der Flucht (Dezember 1992)
- 28. Vier falsche Detektive (November 1992)
- 27. Vagabunden der Zwischenwelt (Oktober 1992)
- 26. Schiff über Bord (August 1992)
- 25. Gutes Geld für Gute Arbeit (Mai 1992)
- 24. Die Bande vom Rio Patuca (März 1992)
- 23. Der Garten der Almaquah (November 1991)
- 22. Das Leck in der Logik (September 1991)
- 21. Die Steine des Hunahpu (Juni 1991)
- 20. Der Krieg der Karapo-Käfer (Mai 1991)
- 19. Die Irrfahrt der M.S. Cumberland (Januar 1991)
- 18. Die Santa-Ana-Verschwörung (September 1990)
- 17. Das Grauen in Borneo (August 1990)
- 16. Der Pink Tycoon (Juli 1990)
- 15. Gold in der Chaco Austral (April 1990)
- 14. Abenteuer in Belize (Dezember 1989)
- 13. Am Steuer der Dakota (November 1989)
- 12. Zeichen vom Sirius (Oktober 1989)
- 11. Träume auf der Ylang (August 1989)
- 10. Titanerz in Afrika (Juli 1989)
- 09. Auf der Jagd nach dem Doppelgänger (Juni 1989)
- 08. Im Kloster von Tremo-La (Mai 1989)
- 07. Der Kybele-Kult (März 1989)
- 06. Die Sonnenkanone (Februar 1989)
- 05. Abenteuer in Finnland (Dezember 1988)
- 04. Die Globale Rutschbahn (Oktober 1988)
- 03. Stille Tage auf Cayo Coco (August 1988)
- 02. Das Atlas-Projekt (Juli 1988)
- 01. Die Flöte der Bärenreiter (Mai 1988)
- 00. Frühe Sendungen (September/Oktober 1987 – April 1988)[4]